# Coleophora parapredotella
Coleophora parapredotella é uma espécie de mariposa do gênero Coleophora pertencente à família Coleophoridae.